# Nova União
Nova União est une municipalité brésilienne située dans l'État du Rondônia.